# Județul Ismail (gubernia Basarabia)
Județul Ismail (în rusă Измаильский уезд) a fost o unitate administrativ-teritorială (uezd) din gubernia Basarabia ca partea a Imperiului Rus, constituită în 1818 (până în 1828 - ținutul Ismail). Centrul administrativ al județului a fost orașul Ismail. Populația județului era de 244.274 locuitori (în 1897). 

## Geografie
Județul Ismail ocupa o suprafață de 9.250 km² (8.129 verste). La nord se mărginea cu județul Bender (Tighina), la vest cu râul Prut și Regatul României, la sud se mărginea cu Dunărea și de asemenea Vechiul Regat, iar la est cu județul Akkerman. 
Teritoriul său se află inclus în prezent în raioanele Cahul, Cantemir, Taraclia și UTA Găgăuzia din Republica Moldova, precum și raioanele Bolgrad, Ismai și Reni din regiunea Odesa a Ucrainei.

## Istorie
O parte din teritoriul județului prin Tratatului de la Paris din 1856, care a încheiat Războiul Crimeii (1853–1856), a fost retrocedată Moldovei de către Imperiul Rus, aceasta pierzând astfel accesul la gurile Dunării. 
În urma unirii Moldovei cu Țara Românească din 1859, acestea au intrat în componența noului stat România (numit până în 1866 „Principatele Unite ale Moldovei și Țării Românești”). În urma Tratatului de pace de la Berlin din 1878, România a fost constrânsă să cedeze Rusiei acest teritoriu.

## Populație

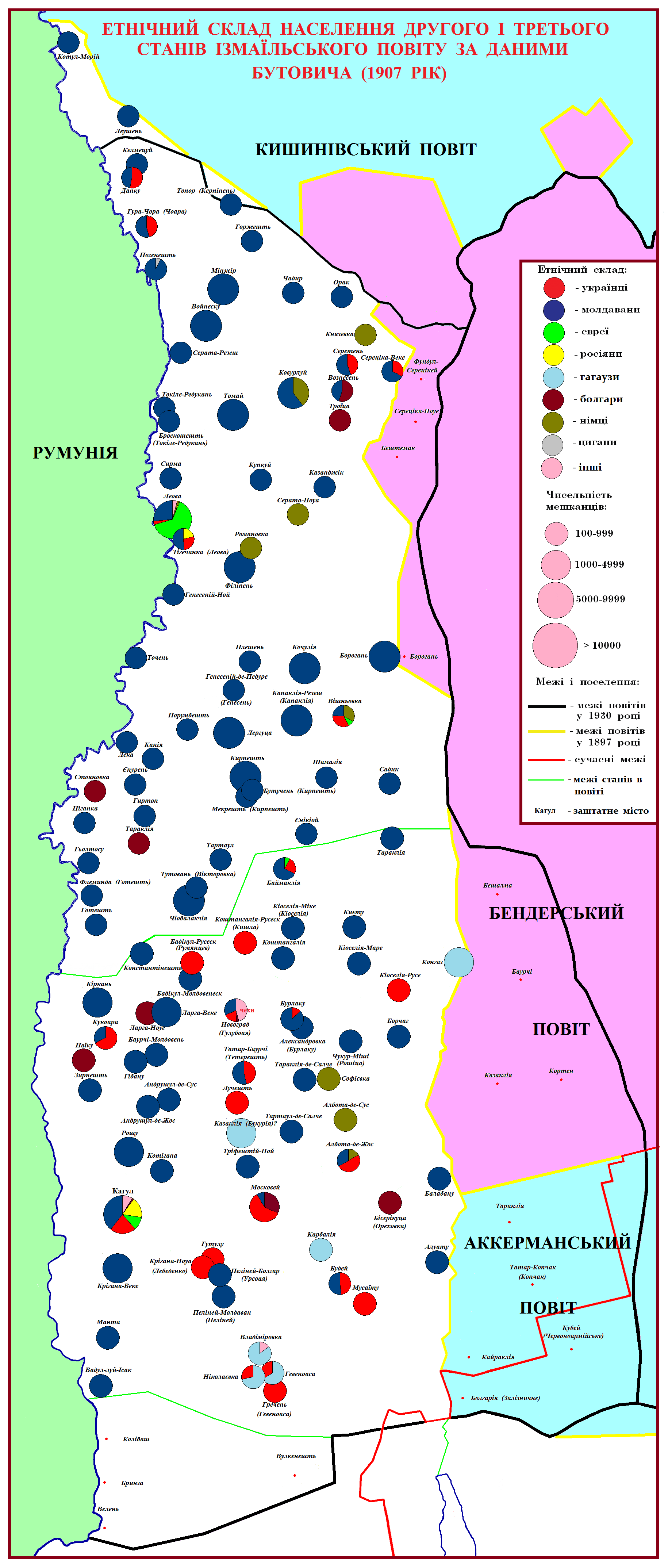
Structura etnică a localităților părții vestice a județului, conform datelor din 1907.

La recensământul populației din 1897, populația județului Ismail era de 244.274 locuitori, din care:
| Grup etnic           | Populație | % Procentaj |
| -------------------- | --------- | ----------- |
| Moldoveni            | 95.495    | 39,1%       |
| Maloruși (ucraineni) | 47.871    | 19,6%       |
| Bulgari              | 30.587    | 12,5%       |
| Velicoruși (ruși)    | 30.235    | 12,4%       |
| Găgăuzi              | 17.723    | 7,2%        |
| Evrei                | 11.715    | 4,8%        |
| Germani              | 4.781     | 2,0%        |
| Greci                | 1.799     | 0,7%        |
| Țigani               | 1.121     | 0,5%        |
| Albanezi             | 829       | 0,3%        |
| Polonezi             | 545       | 0,2%        |
| Turkmeni             | 398       | 0,2%        |
| Belaruși             | 267       | 0,1%        |
| Cehi                 | 253       | 0,1%        |
| Tătari               | 229       |             |
| Armeni               | 175       |             |
| alții                | 251       |             |

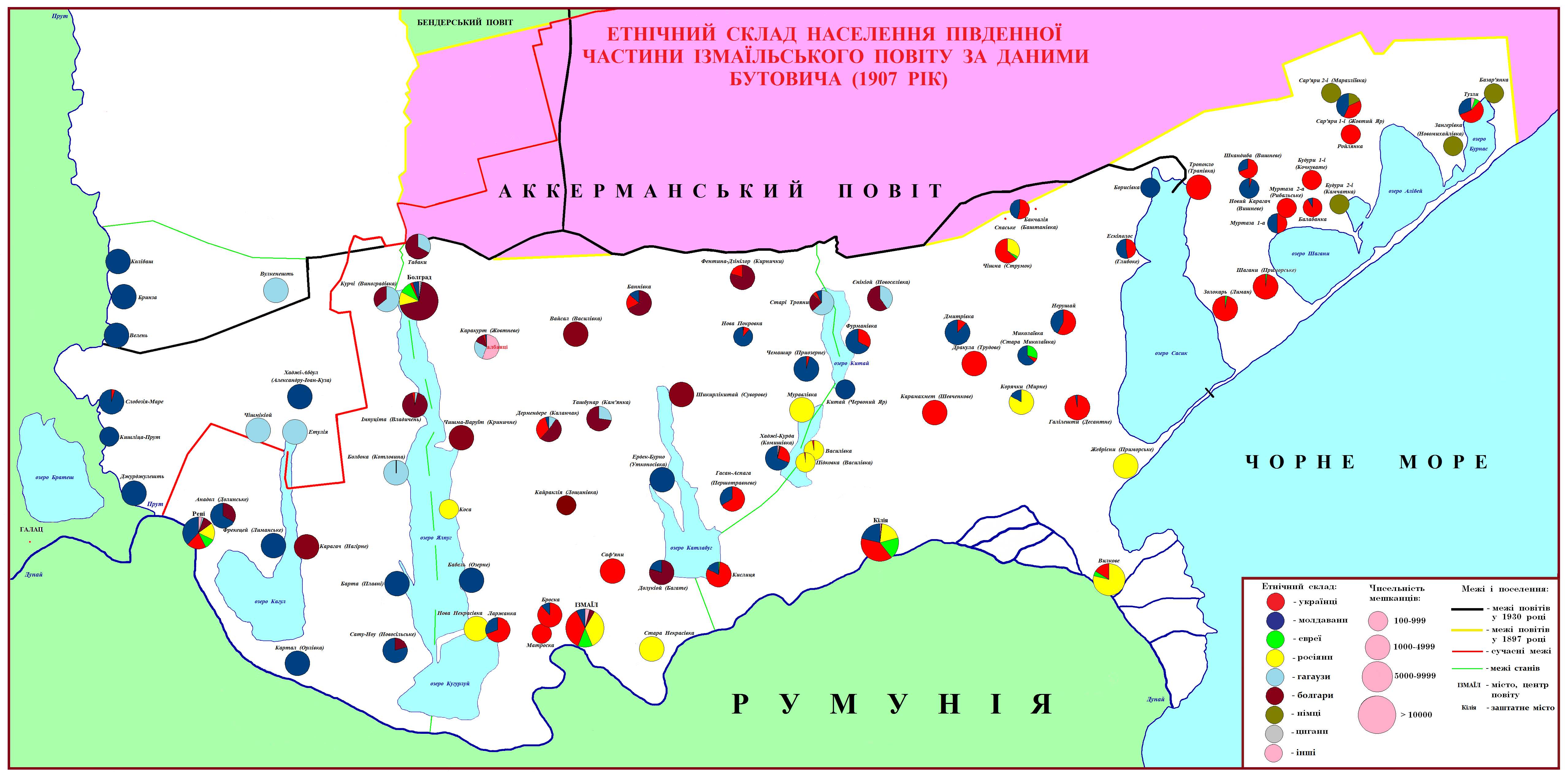
Structura etnică a localităților părții sudice a județului, conform datelor din 1907.

## Diviziuni administrative

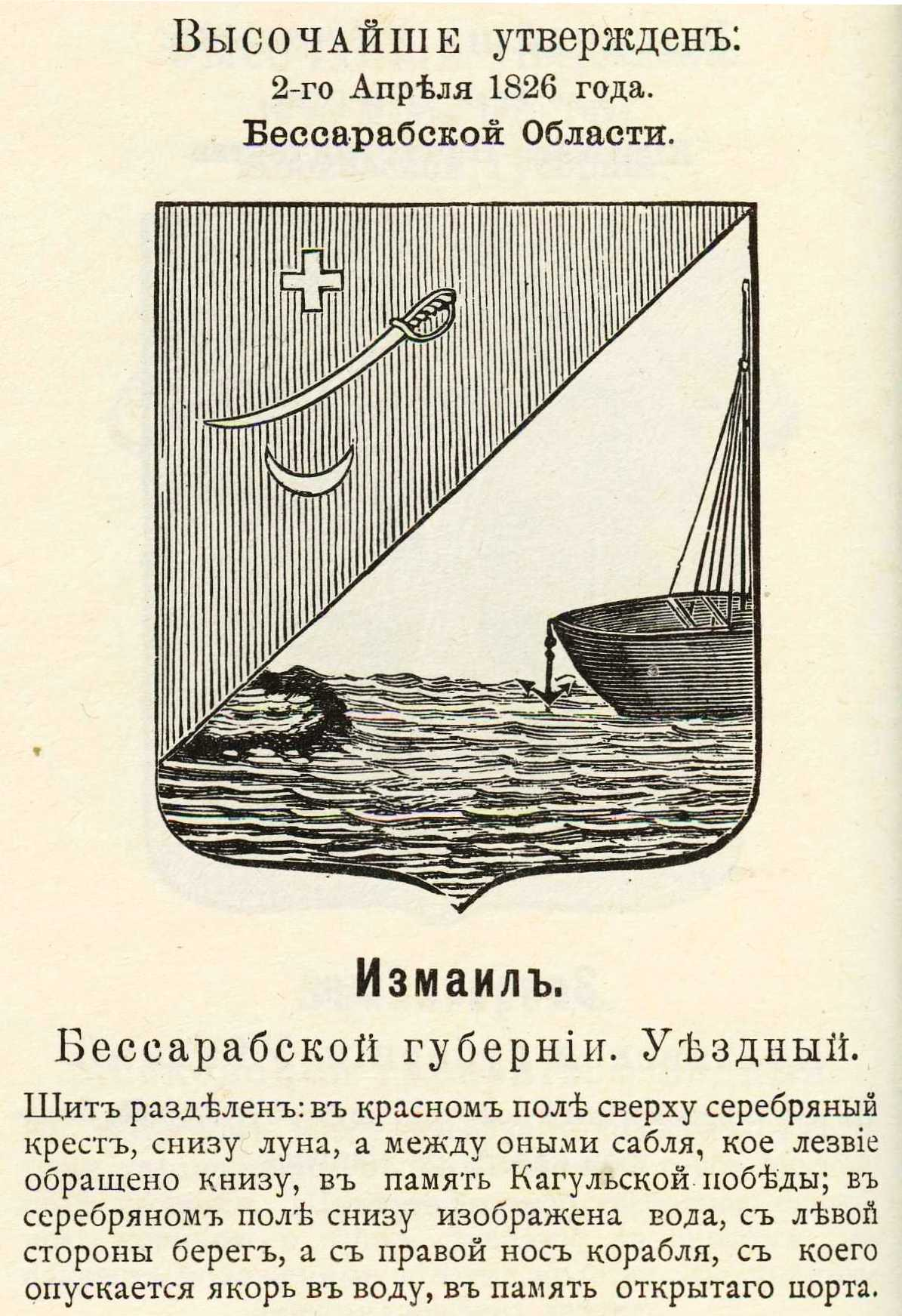
Stema ținutului la 1826 (din 1828 - stemă județeană)

În anul 1912, județul Ismail cuprindea 112 voloste (ocoale) și 5 comune urbane (stane).

## Articole conexe
- Județul Ismail (interbelic)